# Antolina Boada
Antolina Boada (Vacarisses, 10 de juliol de 1910 – Terrassa, 25 d’abril de 1997) va ser una locutora de ràdio catalana, que també va fer tasques de controladora de so, cap de discoteca i cap d’emissions. Va desenvolupar tota la seva carrera professional a Ràdio Terrassa, entre els anys 1932-1976.
De petita es va traslladar a Terrassa amb els pares, que tenien diversos comerços a la ciutat. Quan va acabar els estudis a les monges de Sant Pere va entrar a treballar a la fàbrica de punt Cal Blasi. El pare d'una amiga seva formava part de la junta del Ràdio Club, on buscaven locutors per a Ràdio Terrassa. Antolina Boada va ser l'única noia que s'hi va presentar i, juntament amb els locutors Valentí Ferrer i Amadeu Blasi, va ser escollida. Va ser contractada als vint-i-dos anys, el 6 de novembre de 1932. El dia de Nadal d'aquell mateix any fa la seva primera intervenció durant la inauguració de l'emissora. L’anuari de la ràdio de 1936 diu d’ella que era una dona culta: «De vasta cultura. Coleccionista de sellos de los que tiene una gran colección. Defensora del feminismo. Si un día llega a casarse quiere que su marido sea un hombre educado e instruido a la moderna. Es muy elogiada por los radioescuchas». Es va casar en començar la Guerra Civil amb un periodista, que va morir a la guerra després de ser greument ferit; de resultes d'un viatge en tren al front per anar a veure el seu marit, va perdre el fill que esperava. «En lloc de quedar-me a casa, on al final m’hauria desesperat, vaig decidir continuar treballant a la ràdio perquè mentre era allà em distreia». Durant la guerra, Ràdio Terrassa entra en un període de mínima activitat, i només Francesc Matarrodona i ella mantenen l’emissora activa. Amb l’entrada de les tropes nacionals no és apartada de la ràdio, segurament la seva vinculació familiar amb l’Església la va protegir.
El 1963 va rebre el Micròfon de Plata de Ràdio Terrassa. I un carrer de la ciutat porta el seu nom.